# Edinson Cavani
Edinson Roberto Cavani Gómez (Salto, 14 de fevereiro de 1987) é um futebolista uruguaio que atua como centroavante no Boca Juniors.
Revelado pelo Danubio, iniciou sua trajetória no futebol europeu em 2007, ao ser contratado pelo Palermo, da Itália. Em 2010 transferiu-se para o Napoli, onde se destacou no cenário internacional. O sucesso no futebol italiano lhe rendeu uma transferência para o Paris Saint-Germain, que em julho de 2013 pagou 64 milhões de euros pela sua contratação. Com a camisa do PSG, marcou 200 gols e tornou-se o maior artilheiro da história do clube francês, marca posteriormente superada por Kylian Mbappé.
Pela Seleção Uruguaia, Cavani balançou as redes logo em sua estreia, em 6 de fevereiro de 2008, contra a Colômbia. Disputou as Copas do Mundo de 2010, 2014, 2018 e 2022, além da Copa das Confederações de 2013 e as edições da Copa América de 2011, 2015, 2016, 2019 e 2021. Em sua estreia em mundiais, na Copa do Mundo de 2010, o atacante foi titular na campanha que levou o seu país às semifinais. No ano seguinte fez parte da Seleção Uruguaia campeã da Copa América de 2011.

## Biografia
Edinson Cavani nasceu na cidade de Salto, no Uruguai, filho de Berta Gómez e Luis Cavani. Seus avós paternos eram originários de Maranello, na Itália. Seu pai, ex-jogador de futebol apelidado de El Gringo, atuou por clubes da primeira divisão uruguaia e posteriormente tornou-se treinador, chegando a comandar o filho mais novo, Christian Cavani. Edinson também é meio-irmão do ex-atacante Walter Guglielmone, que teve passagens por clubes como Nacional, Montevideo Wanderers, Ajaccio, Pachuca, Jaguares, Peñarol e Pelotas.

## Carreira

### Danubio
Quando criança, Cavani jogou no Salto FC até os 12 anos e depois mudou-se para Montevidéu, capital do Uruguai. Revelado pelo Danubio, jogou nas categorias de base do clube até 2005, ano em que foi promovido ao elenco profissional. Fez parte do time campeão do Campeonato Uruguaio de 2006–07, marcando 12 gols na sua temporada de estreia.

### Palermo
Cavani chegou à equipe do Palermo no ano de 2007. Logo na sua estreia, contra a Fiorentina, marcou seu primeiro gol com a camisa do Rosanero. Em junho de 2008, com a saída de Amauri, o uruguaio firmou-se como titular e formou uma boa dupla de ataque com Fabrizio Miccoli.

### Napoli
Logo depois da Copa do Mundo de 2010, foi anunciado como reforço do Napoli no dia 17 de julho, que pagou 17 milhões de euros para contar com seus serviços. O atacante balançou as redes nas quatro primeiras partidas com a camisa do clube; logo na estreia contra o Elfsborg, pela Liga Europa da UEFA, marcou dois gols na classificação napolitana para a fase seguinte.

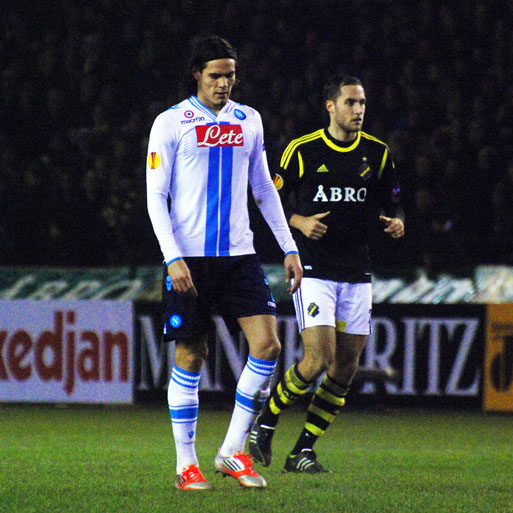
Cavani atuando pelo Napoli em 2012

Na temporada 2010–11, Cavani marcou 26 gols no Campeonato Italiano e foi o grande destaque da equipe que fez bela campanha na Serie A. Após ser assediado por vários clubes europeus, renovou seu contrato com o Napoli até 2016.
Em 20 de abril de 2013, segundo o jornal inglês Daily Mail, o Manchester City estaria disposto a pagar 13,3 milhões de euros por ano (cerca de R$ 40,6) por ano para contratar Cavani, mas a imprensa inglesa lembrou que o clube inglês estava na briga com outros grandes clubes como Real Madrid, Bayern de Munique e o Paris Saint-Germain. De acordo com o jornal inglês, as negociações entre a direção do Manchester City e do Napoli ganharam corpo durante a semana, e o acordo ficou bem mais próximo de ser selado.
No dia 5 de maio, Cavani marcou um hat-trick contra a Internazionale na vitória por 3–1. O uruguaio abriu o placar logo aos três minutos, após receber lançamento de Goran Pandev e finalizar entre Cristian Chivu e Andrea Ranocchia. A Internazionale igualou o placar aos 23 minutos, após Ricky Álvarez sofrer pênalti de Juan Camilo Zúñiga e converter. Mas, aos 33 minutos, Cavani voltou a marcar. Também de pênalti, cometido pelo lateral Jonathan, em Zúñiga, o uruguaio Cavani deixou o Napoli à frente novamente. No segundo tempo, o jogador armou e concluiu a jogada do terceiro gol. Ele lançou para Pandev e foi para a área concluir na segunda trave, marcando pela 101ª vez com a camisa do clube, seu 26º na Serie A, o que o deixou na liderança isolada da artilharia da competição.

### Paris Saint-Germain

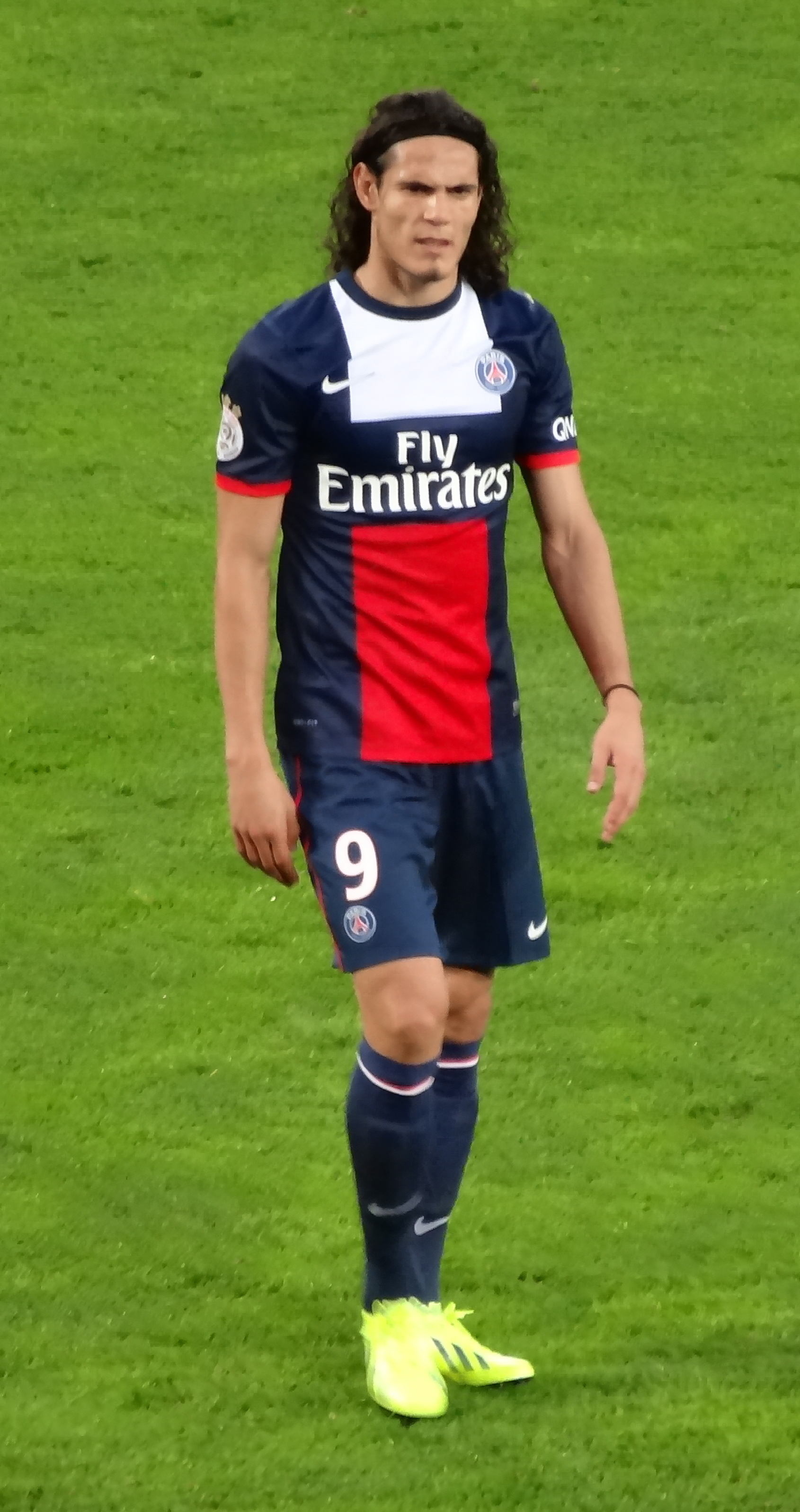
Cavani pelo PSG em setembro de 2013

No dia 16 de julho de 2013, o Paris Saint-Germain convocou uma coletiva de imprensa para anunciar a contratação do atacante por 64 milhões de euros (182 milhões de reais), valor da multa rescisória do uruguaio, que se tornou a quinta contratação mais cara da história.
Marcou seu primeiro gol pelo PSG no dia 18 de agosto, num empate por 1–1 contra o Ajaccio, em partida válida pela segunda rodada da Ligue 1.
Em 25 de abril de 2017, o Paris Saint-Germain anunciou oficialmente a renovação de contrato com o atacante. Ele assinou um novo vínculo válido até 30 de junho de 2020.
No dia 17 de janeiro de 2018, marcou um dos gols na goleada por 8–0 sobre o Dijon, igualando o sueco Zlatan Ibrahimović como o maior artilheiro da história do clube, com 156 gols. Já no dia 28 de janeiro, marcou seu gol de número 157 contra o Montpellier, superando Ibrahimović como o maior artilheiro da história do PSG.
Em junho de 2020, o diretor de futebol Leonardo confirmou a saída de Cavani do Paris Saint-Germain. O jogador deixou o PSG como maior artilheiro da história do clube, com 200 gols marcados em 301 partidas.

### Manchester United

#### 2020–21

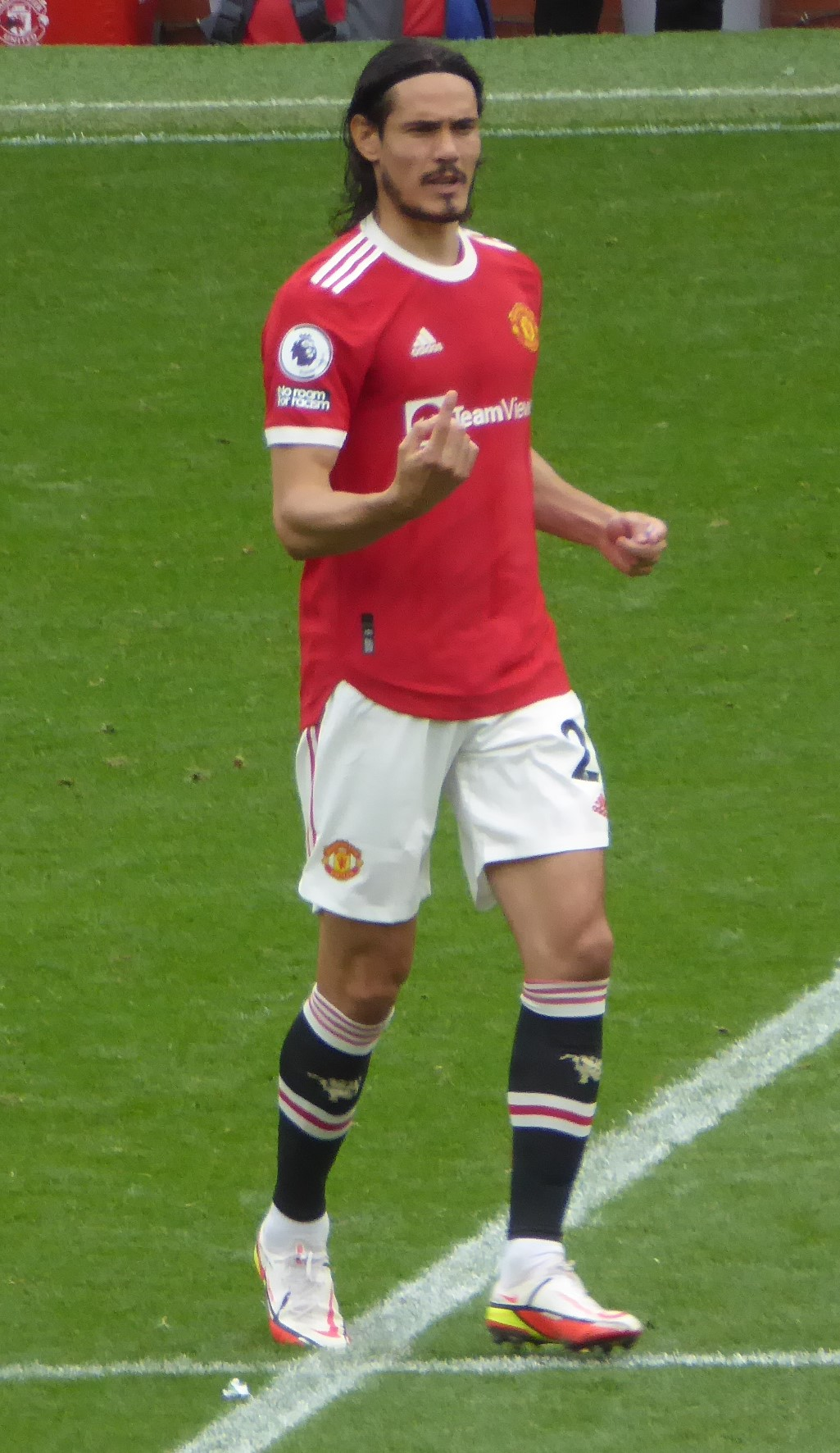
Cavani pelo Manchester United em 2021

Foi anunciado pelo Manchester United no dia 5 de outubro de 2020, assinando por uma temporada e com opção de renovação por mais uma. Realizou sua estreia na Premier League no dia 24 de outubro, contra o Chelsea, substituindo o galês Daniel James num empate em 0–0 realizado no Old Trafford. Marcou seu primeiro gol pelos Diabos Vermelhos no dia 7 de novembro, numa vitória por 3–1 contra o Everton no Goodison Park, válida pela 8ª rodada da Premier League.
Em 10 de maio de 2021, Cavani estendeu oficialmente sua permanência por mais uma temporada.
Vestindo a camisa 7, inicialmente fez uma boa temporada pelos Diabos Vermelhos, com 17 gols marcados em 39 jogos. 

#### 2021–22
Porém, a partir da temporada 2021–22, Cavani perdeu espaço no time titular depois da chegada do astro Cristiano Ronaldo. Além disso, ainda ficou fora de bastantes partidas devido à constantes lesões e convocações para a Seleção Uruguaia. Com isso, o atacante marcou apenas dois gols em 17 jogos.
Em maio de 2022, no final da temporada, optou por não renovar o seu contrato. Assim, o uruguaio realizou seu último jogo com a camisa do United no dia 22 de maio, numa derrota por 1–0 para o Crystal Palace, válida pela Premier League. No total pelo United, o uruguaio atuou em 59 partidas e marcou 19 gols, sendo 12 deles na Premier League.

### Valencia
Cavani foi anunciado pelo Valencia no dia 29 de agosto de 2022, assinando com o time do Mestalla por duas temporadas, até junho de 2024. O atacante afirmou que o pedido do treinador Gennaro Gattuso foi fundamental na contratação.
| “                                                                      | Falei com o Gattuso (técnico do Valencia). Eu queria jogar na Espanha e o Valencia apostou em mim. Eu queria estar onde me quisessem, onde houvesse carinho. O Valencia me deu muita confiança, e eu darei tudo de mim para deixar uma boa imagem no clube. | ” |
| — Edinson Cavani, em entrevista ao desembarcar no aeroporto de Manises | |   |

Estreou pelo clube no dia 17 de setembro, numa vitória por 3–0 sobre o Celta de Vigo, válida pela La Liga. Marcou dois gols no dia 15 outubro, num empate em 2–2 contra o Elche, no Mestalla, em jogo válido pela La Liga. Voltou a marcar um doblete no dia 18 de janeiro de 2023, numa goleada por 4–0 contra o Sporting Gijón, ajudando o Valencia a se classificar para as quartas de final da pela Copa do Rei.
Em sua única temporada pelo clube espanhol, o jogador disputou 28 jogos, marcou sete gols e deu duas assistências.

### Boca Juniors
Foi anunciado como reforço do Boca Juniors no dia 29 de julho de 2023, sendo apresentado dois dias depois na Bombonera e recebendo a ilustre camisa 10 que já pertenceu a craques como Diego Maradona, Juan Román Riquelme e Carlos Tévez. O atacante uruguaio assinou contrato até o final de 2024. Estreou pela equipe no dia 9 de agosto, num empate por 2–2 contra o Nacional, em jogo válido pelas oitavas de final da Copa Libertadores. Apesar do empate no tempo normal, com Cavani tendo desperdiçado muitas chances, o Boca venceu nos pênaltis por 4–2 e garantiu a classificação. Marcou um importante gol no dia 5 de outubro, no empate em 1–1 contra o Palmeiras, no Allianz Parque, válido pela semifinal da Libertadores. Após a igualdade no tempo normal, as equipes foram para os pênaltis e Cavani desperdiçou sua cobrança, parando nas mãos do goleiro Weverton. No entanto, os argentinos superaram o clube alviverde e venceram por 4–2, avançando para a final da competição.

## Seleção Nacional
Após ter atuado pelo Uruguai Sub-20 e Sub-23, estreou pela Seleção Uruguaia principal no dia 6 de fevereiro de 2008, num amistoso contra a Colômbia.

### Copa do Mundo de 2010
Destacou-se na Copa do Mundo FIFA de 2010, chegando com a Celeste às semifinais, perdendo para a Holanda num belo jogo. Cavani foi destaque no ataque juntamente com seus companheiros Diego Forlán (eleito Bola de Ouro da Copa) e Luis Suárez. Disputou seis partidas no mundial, marcando um gol contra a Alemanha na derrota por 3–2, em disputa do 3º lugar.

### Copa América de 2011

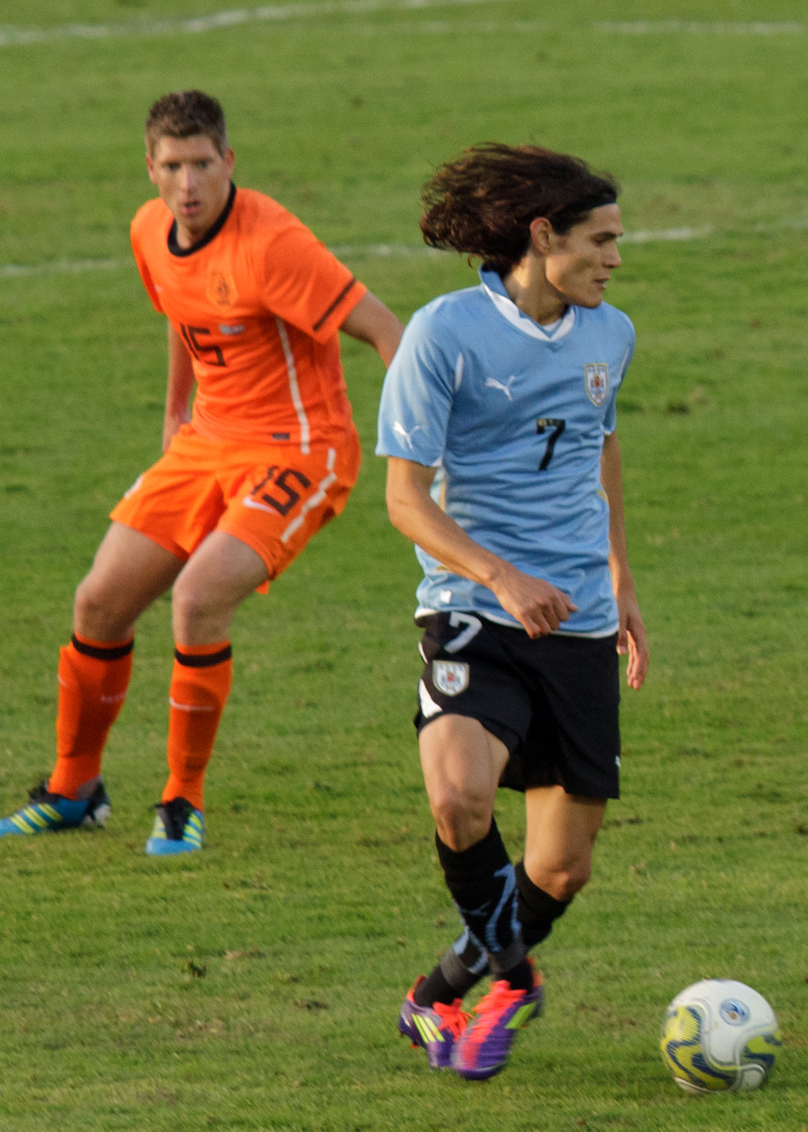
Cavani sendo marcado por Stijn Schaars em 2011

Foi convocado para a Copa América de 2011, na Argentina. Ele começou como titular e atuou nas duas primeiras partidas, mas uma lesão no joelho no segundo jogo contra o Chile descartou-o até a final. No dia 24 de julho, na final, ele substituiu Álvaro Pereira aos 63 minutos e o Uruguai sagrou-se campeão após vencer o Paraguai por 3–0.

### Copa das Confederações de 2013
Na Copa das Confederações, Cavani marcou na derrota de 2–1 para o Brasil, em jogo realizado no Mineirão. Na disputa do terceiro lugar, marcou duas vezes contra a Itália, levando o jogo para os pênaltis. Embora Cavani tenha convertido a sua penalidade, o Uruguai perdeu e ficou em 4º colocado.

### Copa do Mundo 2014
Disputou a Copa do Mundo FIFA de 2014 e marcou um gol logo na estreia, no dia 14 de junho, mas não evitou a derrota por 3–1, de virada, contra a Costa Rica. O placar foi considerado um vexame, mas a Costa Rica acabou sendo uma das grandes surpresas do torneio. Na segunda rodada, Cavani deu assistência para Luis Suárez marcar o gol da vitória sobre a Inglaterra por 2–1, resultado fundamental para a classificação uruguaia no mata-mata. O Uruguai venceu a Itália por 1–0 no jogo seguinte e se garantiu nas oitavas de final, onde foi derrotado pela Colômbia.

### Copa América de 2015
Disputou a Copa América no Chile, caindo com o Uruguai nas quartas de final para os donos da casa. Na partida contra o Chile, Cavani foi expulso após 63 minutos de jogo. Sua expulsão foi ocasionada pelo lateral chileno Gonzalo Jara, que passou com o dedo indicador por sobre as nádegas do atacante uruguaio, provocando a irritação do mesmo. O árbitro da partida, Sandro Meira Ricci, não percebeu a ação do defensor chileno.

### Copa do Mundo de 2018
Convocado por Óscar Tabárez para a Copa do Mundo FIFA de 2018, Cavani foi o grande destaque da boa campanha uruguaia que terminou nas quartas de final. O atacante marcou seu primeiro gol na competição no dia 25 de junho, na vitória por 3–0 sobre a anfitriã Rússia, em jogo válido pela última rodada da fase de grupos. Com o triunfo, a Celeste garantiu a primeira posição do Grupo A. Nas oitavas de final, Cavani decidiu a classificação do Uruguai e marcou os dois gols na vitória por 2–1 contra Portugal. Nesse mesmo jogo o atacante sofreu uma lesão e saiu de campo ajudado por Cristiano Ronaldo. Já na partida seguinte, sem Cavani, que não se recuperou a tempo de atuar, o Uruguai perdeu por 2–0 para a França e foi eliminado nas quartas de final.

### Últimos anos
O atacante marcou seus últimos gols pelo Uruguai no dia 11 de junho de 2022, numa goleada por 5–0 contra o Panamá, em amistoso preparatório para a Copa do Mundo realizada no Catar. Dois anos depois, em maio de 2024, Cavani anunciou oficialmente a sua aposentadoria da Seleção Uruguaia. Com 136 partidas e 58 gols, o atacante despediu-se como vice-artilheiro da Celeste, atrás apenas de Luis Suárez.

## Estatísticas
Atualizadas até 5 de outubro de 2023

### Clubes
| Equipe              | Temporada         | Campeonato nacional | Campeonato nacional | Copas nacionais | Copas nacionais | Competições continentais | Competições continentais | Total | Total |
| Equipe              | Temporada         | Jogos               | Gols                | Jogos           | Gols            | Jogos                    | Gols                     | Jogos | Gols  |
| ------------------- | ----------------- | ------------------- | ------------------- | --------------- | --------------- | ------------------------ | ------------------------ | ----- | ----- |
| Danubio             | 2005–06           | 10                  | 4                   | 5               | 3               | —                        | —                        | 15    | 7     |
| Danubio             | 2006–07           | 15                  | 5                   | —               | —               | —                        | —                        | 15    | 5     |
| Danubio             | Total             | 25                  | 9                   | 5               | 3               | 0                        | 0                        | 30    | 12    |
| Palermo             | 2006–07           | 7                   | 2                   | —               | —               | —                        | —                        | 7     | 2     |
| Palermo             | 2007–08           | 33                  | 5                   | 2               | 0               | 2                        | 0                        | 37    | 5     |
| Palermo             | 2008–09           | 35                  | 14                  | 1               | 1               | —                        | —                        | 36    | 15    |
| Palermo             | 2009–10           | 34                  | 13                  | 3               | 2               | —                        | —                        | 37    | 15    |
| Palermo             | Total             | 109                 | 34                  | 6               | 3               | 2                        | 0                        | 117   | 37    |
| Napoli              | 2010–11           | 35                  | 26                  | 2               | 0               | 10                       | 7                        | 47    | 33    |
| Napoli              | 2011–12           | 35                  | 23                  | 5               | 5               | 8                        | 5                        | 48    | 33    |
| Napoli              | 2012–13           | 34                  | 29                  | 2               | 2               | 7                        | 7                        | 41    | 38    |
| Napoli              | Total             | 104                 | 78                  | 9               | 7               | 25                       | 19                       | 138   | 104   |
| Paris Saint-Germain | 2013–14           | 30                  | 16                  | 5               | 5               | 8                        | 4                        | 43    | 25    |
| Paris Saint-Germain | 2014–15           | 35                  | 18                  | 8               | 7               | 10                       | 6                        | 53    | 31    |
| Paris Saint-Germain | 2015–16           | 32                  | 19                  | 10              | 4               | 10                       | 2                        | 52    | 25    |
| Paris Saint-Germain | 2016–17           | 36                  | 35                  | 6               | 6               | 8                        | 8                        | 50    | 49    |
| Paris Saint-Germain | 2017–18           | 32                  | 28                  | 8               | 5               | 8                        | 7                        | 48    | 40    |
| Paris Saint-Germain | 2018–19           | 21                  | 18                  | 5               | 3               | 7                        | 2                        | 33    | 23    |
| Paris Saint-Germain | 2019–20           | 14                  | 4                   | 5               | 2               | 3                        | 1                        | 22    | 7     |
| Paris Saint-Germain | Total             | 200                 | 138                 | 47              | 32              | 54                       | 30                       | 301   | 200   |
| Manchester United   | 2020–21           | 26                  | 10                  | 4               | 1               | 9                        | 6                        | 39    | 17    |
| Manchester United   | 2021–22           | 15                  | 2                   | 1               | 0               | 4                        | 0                        | 20    | 2     |
| Manchester United   | Total             | 41                  | 12                  | 5               | 1               | 13                       | 6                        | 59    | 19    |
| Valencia            | 2022–23           | 25                  | 5                   | 3               | 2               | 0                        | 0                        | 28    | 7     |
| Valencia            | Total             | 25                  | 5                   | 3               | 2               | 0                        | 0                        | 28    | 7     |
| Boca Juniors        | 2023              | 5                   | 1                   | 1               | 0               | 5                        | 1                        | 11    | 2     |
| Boca Juniors        | Total             | 5                   | 1                   | 1               | 0               | 5                        | 1                        | 11    | 2     |
| Total na carreira   | Total na carreira | 509                 | 276                 | 76              | 48              | 98                       | 54                       | 681   | 383   |

### Seleção Uruguaia

#### Gols pela Seleção
|     | Data                    | Local                                      | Adversário        | Gols marcados | Resultado | Competição                  |
| --- | ----------------------- | ------------------------------------------ | ----------------- | ------------- | --------- | --------------------------- |
| 1.  | 6 de fevereiro de 2008  | Estadio Centenário, Montevidéu             | Colômbia          | 1             | 2–2       | Amistoso                    |
| 2.  | 3 de março 2010         | AFG Arena, São Galo                        | Suíça             | 1             | 1–3       | Amistoso                    |
| 3.  | 10 de julho de 2010     | Nelson Mandela Bay Stadium, Port Elizabeth | Alemanha          | 1             | 2–3       | Copa do Mundo 2010          |
| 4.  | 11 de agosto de 2010    | Lisboa                                     | Angola            | 1             | 0–2       | Amistoso                    |
| 5.  | 8 de outubro de 2010    | Bung Karno Stadium, Jacarta                | Indonésia         | 3             | 1–7       | Amistoso                    |
| 6.  | 8 de outubro de 2010    | Bung Karno Stadium, Jacarta                | Indonésia         | 3             | 1–7       | Amistoso                    |
| 7.  | 8 de outubro de 2010    | Bung Karno Stadium, Jacarta                | Indonésia         | 3             | 1–7       | Amistoso                    |
| 8.  | 12 de outubro de 2010   | Wuhan Stadium, Wuhan                       | China             | 1             | 0–4       | Amistoso                    |
| 9.  | 30 de março de 2011     | Aviva Stadium, Dublin                      | Irlanda           | 1             | 2–3       | Amistoso                    |
| 10. | 7 de outubro de 2011    | Estadio Centenário, Montevidéu             | Bolívia           | 1             | 4–2       | Elim. Copa do Mundo 2014    |
| 11. | 29 de fevereiro de 2012 | Arena Națională, Bucareste                 | Romênia           | 1             | 1–1       | Amistoso                    |
| 12. | 11 de setembro de 2012  | Estadio Centenário, Montevidéu             | Equador           | 1             | 1–1       | Elim. Copa do Mundo 2014    |
| 13. | 14 de novembro de 2012  | Arena de Gdańsk, Gdańsk                    | Polónia           | 1             | 1–3       | Amistoso                    |
| 14. | 12 de junho de 2013     | Polideportivo Cachamay, Ciudad Guayana     | Venezuela         | 1             | 0–1       | Elim. Copa do Mundo 2014    |
| 15. | 26 de junho de 2013     | Mineirão, Belo Horizonte                   | Brasil            | 1             | 1–2       | Copa das Confederações 2013 |
| 16. | 30 de junho             | Arena Fonte Nova, Salvador                 | Itália            | 2             | 2–2       | Copa das Confederações 2013 |
| 17. | 30 de junho             | Arena Fonte Nova, Salvador                 | Itália            | 2             | 2–2       | Copa das Confederações 2013 |
| 18. | 10 de setembro de 2013  | Estadio Centenário, Montevidéu             | Colômbia          | 1             | 2–0       | Elim. Copa do Mundo 2014    |
| 19. | 15 de outubro de 2013   | Estadio Centenário, Montevidéu             | Argentina         | 1             | 3–2       | Elim. Copa do Mundo 2014    |
| 20. | 13 de novembro de 2013  | Estádio Internacional de Amã, Amã          | Jordânia          | 1             | 5–0       | Elim. Copa do Mundo 2014    |
| 21. | 4 de junho de 2014      | Estadio Centenário, Montevidéu             | Eslovênia         | 1             | 2–0       | Amistoso                    |
| 22. | 14 de junho de 2014     | Arena Castelão, Fortaleza                  | Costa Rica        | 1             | 1–3       | Copa do Mundo 2014          |
| 23. | 5 de setembro de 2014   | Sapporo Dome, Sapporo                      | Japão             | 1             | 2–0       | Amistoso                    |
| 24. | 13 de novembro de 2014  | Estadio Centenário, Montevidéu             | Costa Rica        | 1             | 3–3       | Amistoso                    |
| 25. | 28 de março de 2015     | Stade d'Agadir, Agadir                     | Marrocos          | 1             | 1–0       | Amistoso                    |
| 26. | 6 de junho de 2015      | Estádio Centenário, Montevidéu             | Guatemala         | 2             | 5–2       | Amistoso                    |
| 27. | 6 de junho de 2015      | Estádio Centenário, Montevidéu             | Guatemala         | 2             | 5–2       | Amistoso                    |
| 28. | 12 de novembro de 2015  | Estádio Olímpico Atahualpa, Quito          | Equador           | 1             | 1–2       | Elim. Copa do Mundo 2018    |
| 29. | 25 de março de 2016     | Arena de Pernambuco, Recife                | Brasil            | 1             | 2–2       | Elim. Copa do Mundo 2018    |
| 30. | 29 de março de 2016     | Estadio Centenário, Montevidéu             | Peru              | 1             | 1–0       | Elim. Copa do Mundo 2018    |
| 31. | 27 de maio de 2016      | Estadio Centenário, Montevidéu             | Trinidad e Tobago | 2             | 3–1       | Amistoso                    |
| 32. | 27 de maio de 2016      | Estadio Centenário, Montevidéu             | Trinidad e Tobago | 2             | 3–1       | Amistoso                    |
| 33. | 6 de setembro de 2016   | Estadio Centenário, Montevidéu             | Paraguai          | 2             | 4–0       | Elim. Copa do Mundo 2018    |
| 34. | 6 de setembro de 2016   | Estadio Centenário, Montevidéu             | Paraguai          | 2             | 4–0       | Elim. Copa do Mundo 2018    |
| 35. | 6 de outubro de 2016    | Estadio Centenário, Montevidéu             | Venezuela         | 2             | 3–0       | Elim. Copa do Mundo 2018    |
| 36. | 6 de outubro de 2016    | Estadio Centenário, Montevidéu             | Venezuela         | 2             | 3–0       | Elim. Copa do Mundo 2018    |
| 37. | 15 de novembro de 2016  | Estádio Nacional, Santiago                 | Chile             | 1             | 3–1       | Elim. Copa do Mundo 2018    |
| 38. | 23 de março de 2017     | Estadio Centenário, Montevidéu             | Brasil            | 1             | 1–4       | Elim. Copa do Mundo 2018    |
| 39. | 10 de outubro de 2017   | Estadio Centenário, Montevidéu             | Bolívia           | 1             | 4–2       | Elim. Copa do Mundo 2018    |
| 40. | 14 de novembro de 2017  | Ernst-Happel-Stadion, Viena                | Áustria           | 1             | 1–2       | Amistoso                    |
| 41. | 23 de março de 2018     | Guangxi Sports Center, Nanning             | Tchéquia          | 1             | 2–0       | Amistoso                    |
| 42. | 26 de março de 2018     | Guangxi Sports Center, Nanning             | País de Gales     | 1             | 1–0       | Amistoso                    |
| 43. | 25 de junho de 2018     | Solidarnost Arena, Samara                  | Rússia            | 1             | 3–0       | Copa do Mundo de 2018       |
| 44. | 30 de junho de 2018     | Estádio Olímpico de Fisht, Sóchi           | Portugal          | 2             | 2–1       | Copa do Mundo de 2018       |
| 45. | 30 de junho de 2018     | Estádio Olímpico de Fisht, Sóchi           | Portugal          | 2             | 2–1       | Copa do Mundo de 2018       |
| 46. | 16 de outubro de 2018   | Estadio Saitama, Saitama                   | Japão             | 1             | 3–4       | Amistoso                    |
| 47. | 16 de junho de 2019     | Mineirão, Belo Horizonte                   | Equador           | 1             | 4–0       | Copa América de 2019        |
| 48. | 24 de junho de 2019     | Maracanã, Rio de Janeiro                   | Chile             | 1             | 1–0       | Copa América de 2019        |
| 49. | 15 de novembro de 2019  | Puskás Aréna, Budapeste                    | Hungria           | 1             | 2–1       | Amistoso                    |
| 50. | 18 de novembro de 2019  | Estádio Bloomfield, Tel Aviv               | Argentina         | 1             | 2–2       | Amistoso                    |
| 51. | 13 de novembro de 2020  | Estádio Metropolitano, Barranquilla        | Colômbia          | 1             | 3–0       | Elim. Copa do Mundo 2022    |

## Títulos
Danubio
- Campeonato Uruguaio: 2006–07

Napoli
- Copa da Itália: 2011–12

Paris Saint-Germain
- Ligue 1: 2013–14, 2014–15, 2015–16, 2017–18, 2018–19 e 2019–20
- Copa da Liga Francesa: 2013–14, 2014–15, 2015–16, 2016–17, 2017–18 e 2019–20
- Supercopa da França: 2014, 2015, 2017 e 2019
- Copa da França: 2014–15, 2015–16,[43] 2016–17, 2017–18 e 2019–20

Seleção Uruguaia
- Copa América: 2011
- Copa Kirin: 2013 e 2014
- China Cup: 2018[44]

### Prêmios individuais
- Equipe do Mês ESM (European Sports Media): dezembro de 2010, janeiro de 2011, janeiro de 2013, novembro de 2016, janeiro de 2017, fevereiro de 2017, outubro de 2017 e novembro de 2017[45]
- Oscar del Calcio: 2012[46]
- Guerin d'Oro: 2012–13[carece de fontes?]
- Jogador do mês da Ligue 1: setembro de 2016 e outubro de 2016
- Equipe do Ano ESM (European Sports Media): 2016–17[47]
- Melhor jogador da Ligue 1: 2016–17
- Troféu EFE: 2017–18
- Equipe ideal da Ligue 1: 2013–14, 2016–17 e 2017–18
- Golden Foot: 2018[48]
- Seleção Uruguaia de Todos os Tempos (Time B) - IFFHS: 2022[49]

### Artilharias
- Campeonato Sul-Americano Sub-20: 2007 (7 gols)
- Copa da Itália: 2011–12 (5 gols)
- Serie A: 2012–13 (29 gols)
- Copa da França: 2014–15 (4 gols)
- Copa da Liga Francesa: 2013–14 (4 gols), 2014–15 (3 gols) e 2016–17 (4 gols)
- Ligue 1: 2016–17 (35 gols) e 2017–18 (28 gols)
- Eliminatórias da Copa do Mundo FIFA de 2018 (10 gols)
- Copa da Argentina: 2024 (4 gols)